# Аркуш (Эштремош)
Аркуш (порт.  Arcos) — фрегезия (район) в муниципалитете Эштремош округа Эвора в Португалии. Территория — 23,89 км². Население — 1339 жителей. Плотность населения — 56 чел/км².